# La Forêt-de-Tessé
La Forêt-de-Tessé é uma comuna francesa na região administrativa da Nova Aquitânia, no departamento de Charente. Estende-se por uma área de 10,7 km². Em 2010 a comuna tinha 198 habitantes (densidade: 18,5 hab./km²).